# Hana Fehri
Pour les articles homonymes, voir Fehri.
Hana Fehri (arabe : هناء الفهري) est une actrice tunisienne, connue pour son rôle d'Inès dans la série télévisée Njoum Ellil.
Elle fut élève à l'El Teatro Studio, un centre de formation théâtrale dirigé par Taoufik Jebali.

## Télévision

### Séries tunisiennes
- 2006 :
  - Hayet Wa Amani de Mohamed Ghodhbane 
  - Hkeyet El Aroui de Habib Jomni : fille de Rabeh (épisode Le Bûcheron et le distributeur de gagne-pain)
- 2008 :
  - Choufli Hal (saison 5) de Slaheddine Essid 
  - Maktoub (saison 1) de Sami Fehri
- 2009-2013 : Njoum Ellil de Madih Belaïd et Mehdi Nasra : Inès
- 2011 : Nsibti Laaziza (invitée des épisodes 6-9 et 11-13 de la saison 2) de Slaheddine Essid : Rahma
- 2014 : Tala wala Habet de Majdi Smiri

### Séries étrangères
- 2014 : Dragunov d'Osama Rezg